# Borseda
Borseda (Brusceida in ligure) è una frazione di 32 abitanti del comune di Calice al Cornoviglio, in provincia della Spezia.

## Geografia fisica
Ubicata a 549 m s.l.m. dista circa 7 km dal capoluogo comunale ed è composta da quattro nuclei urbani: Riolo, Ciocco, Bora e Lierta. Nella circoscrizione di Borseda, oggi accorpata a quella di Castello di Calice, sono comprese le località di Forno Soprano, Forno Sottano, Calcinara, Debeduse, Lavacchio e Ghiacciarna. La circoscrizione si estendeva dal Coppigliolo - 1.139 m s.l.m. - al rio Ferdana che segna il confine con la circoscrizione di Usurana.

## Storia
A Borseda è stata ritrovata una statua stele antropomorfa durante la realizzazione della strada Veppo-Borseda. La testa presenta la tipica forma a cappello di carabiniere ed il volto ad "U". È conservata presso il castello Doria - Malaspina di Calice al Cornoviglio.
Il borgo fu un nucleo di grande importanza nella storia della Resistenza della provincia della Spezia. Nativo di Borseda era il comandante della Battaglione Val di Vara, Daniele Bucchioni (Dany). Lo scantinato della chiesa, che sorge proprio lungo la strada principale, fu adibito a magazzino dei gruppi partigiani operanti nella zona.

## Monumenti e luoghi d'interesse

### Architetture religiose
- Chiesa di San Giovanni Evangelista, sede di parrocchia fino al 1995. Eretta nella nel 1609 dalla marchesa Placidia Doria del Carretto, suffraganea della pieve di Bocchignola prima e di Santa Maria di Calice poi, ebbe alle sue dipendenze gli oratori di San Pietro a Debeduse e Nostra Signore del Carmine a Forno Sottano. Conserva al suo interno un ciborio in legno del XVII secolo.[3][4]

### Architetture civili
- Palazzo "Castellaccio", casa della famiglia Rapallini, domina il borgo di Lierta.